# Феррейра, Карлус Диегу
Карлус Диегу Феррейра (англ. Carlos Diego Ferreira; род. 18 января 1985, Карейру-да-Варзеа, Амазонас) — бразильский боец смешанного стиля, представитель лёгкой весовой категории. Выступает на профессиональном уровне начиная с 2011 года, известен по участию в турнирах бойцовской организации UFC.

## Биография
Карлус Диегу Феррейра родился 18 января 1985 года в муниципалитете Карейру-да-Варзеа штата Амазонас, Бразилия. В детстве играл в футбол, а в возрасте десяти лет увлёкся бразильским джиу-джитсу. Впоследствии получил чёрный пояс по БЖЖ, стал обладателем третьего дана в этой дисциплине.
В 2008 году переехал на постоянное жительство в США и годом позже решил заняться построением карьеры профессионального бойца ММА.

### Начало профессиональной карьеры
Дебютировал в смешанных единоборствах на профессиональном уровне в апреле 2011 года, выиграл у своего соперника раздельным решением судей. Дрался в небольших американских промоушенах, таких как STFC, UWF, Legacy FC. Из всех поединков неизменно выходил победителем, завоевал титулы чемпиона STFC и Legacy FC в лёгкой весовой категории. Взял верх над достаточно известными соотечественниками Карлу Пратиром и Жоржи Патину.

### Ultimate Fighting Championship
Имея в послужном списке девять побед без единого поражения, Феррейра привлёк к себе внимание крупнейшей бойцовской организации мира Ultimate Fighting Championship и в 2014 году подписал с ней долгосрочный контракт. В дебютном поединке в октагоне UFC с помощью удушающего приёма сзади принудил к сдаче Колтона Смита, заработав бонус за лучшее выступление вечера.
В августе 2014 года техническим нокаутом во втором раунде победил Рамзи Ниджема, при этом получил награду за лучший бой вечера.
Первое в профессиональной карьере поражение потерпел в октябре 2014 года, поединок с Бенеилом Дариюшем продлился все отведённые три раунда, в итоге судьи единогласным решением отдали победу его сопернику.
В апреле 2015 года вышел в клетку против Дастина Пуарье и проиграл ему нокаутом в первом раунде.
Несмотря на два проигрыша подряд, Феррейра продолжил карьеру бойца и в январе 2016 года по очкам взял верх над канадцем Оливье Обен-Мерсье.
На май 2016 года планировался бой против Абеля Трухильо, однако в связи с подозрением в нарушении антидопинговых правил Феррейру в конечном счёте сняли с турнира и заменили новичком организации Джорданом Риналди. В итоге Американское антидопинговое агентство признало бойца виновным в использовании запрещённых веществ и отстранило его от участия в соревнованиях на 17 месяцев.
По окончании срока дисквалификации Карлус Диегу Феррейра вернулся в октагон UFC, в 2018 году отметился победами над такими бойцами как Джаред Гордон и Кайл Нельсон.
В феврале 2019 года встретился с россиянином Рустамом Хабиловым, шедшим на серии из шести побед. Не смог уложиться в лимит лёгкой весовой категории и вынужден был отдать 20 % своего гонорара сопернику, тем не менее, бой сложился для него удачно — по истечении трёх раундов все трое судей отдали ему победу.
В сентябре 2019 года провёл поединок против другого россиянина Майрбека Тайсумова, тоже имевшего серию из шести побед в UFC — так же выиграл единогласным решением судей.
19 января 2020 года на турнире UFC 246 победил Энтони Петтиса, получив бонус за выступление вечера.

## Статистика в профессиональном ММА
| Боёв 25  | Побед 19 | Поражений 6 |
| -------- | -------- | ----------- |
| Нокаутом | 5        | 3           |
| Сдачей   | 7        | 0           |
| Решением | 7        | 3           |

| Результат | Рекорд | Соперник           | Способ                     | Турнир                                 | Дата            | Раунд | Время | Место                      | Примечание                                                               |
| --------- | ------ | ------------------ | -------------------------- | -------------------------------------- | --------------- | ----- | ----- | -------------------------- | ------------------------------------------------------------------------ |
| Поражение | 19-6   | Грант Доусон       | Единогласное решение       | UFC 311                                | 18 января 2025  | 3     | 5:00  | Инглвуд, Лос-Анджелес, США |                                                                          |
| Победа    | 19-5   | Матеуш Ребецки     | TKO (удары)                | UFC on ESPN: Льюис vs. Насименту       | 11 мая 2024     | 3     | 4:51  | Сент-Луис, Миссури, США    | Выступление вечера (4)                                                   |
| Победа    | 18-5   | Майкл Джонсон      | KO (удар)                  | UFC Fight Night: Дерн vs. Хилл         | 20 мая 2023     | 2     | 1:50  | Лас-Вегас, Невада, США     | Выступление вечера (3)                                                   |
| Поражение | 17-5   | Матеуш Гамрот      | TKO (травма ребра)         | UFC Fight Night: Льюис vs. Докас       | 18 декабря 2021 | 2     | 3:26  | Лас-Вегас, Невада, США     |                                                                          |
| Поражение | 17-4   | Грегор Гиллеспи    | TKO (удары руками)         | UFC on ESPN: Rodriguez vs. Waterson    | 8 мая 2021      | 2     | 4:51  | Лас-Вегас, США             | Бой в промежуточном весе 72,8 кг; Феррейра не сделал вес. Бой вечера (3) |
| Поражение | 17-3   | Бенеил Дариюш      | Раздельное решение         | UFC Fight Night: Overeem vs. Volkov    | 6 февраля 2021  | 3     | 5:00  | Лас-Вегас, США             | Бой вечера (2)                                                           |
| Победа    | 17-2   | Энтони Петтис      | Сдача (залом шеи)          | UFC 246                                | 18 января 2020  | 2     | 1:46  | Лас-Вегас, США             | Выступление вечера (2)                                                   |
| Победа    | 16-2   | Майрбек Тайсумов   | Единогласное решение       | UFC 242                                | 7 сентября 2019 | 3     | 5:00  | Абу-Даби, ОАЭ              |                                                                          |
| Победа    | 15-2   | Рустам Хабилов     | Единогласное решение       | UFC Fight Night: Błachowicz vs. Santos | 23 февраля 2019 | 3     | 5:00  | Прага, Чехия               | Бой в промежуточном весе 71,2 кг; Феррейра не сделал вес.                |
| Победа    | 14-2   | Кайл Нельсон       | TKO (удары руками)         | UFC 231                                | 8 декабря 2018  | 2     | 1:23  | Торонто, Канада            |                                                                          |
| Победа    | 13-2   | Джаред Гордон      | TKO (удары руками)         | UFC Fight Night: Cowboy vs. Medeiros   | 18 февраля 2018 | 1     | 1:58  | Остин, США                 |                                                                          |
| Победа    | 12-2   | Оливье Обен-Мерсье | Единогласное решение       | UFC on Fox: Johnson vs. Bader          | 30 января 2016  | 3     | 5:00  | Ньюарк, США                |                                                                          |
| Поражение | 11-2   | Дастин Пуарье      | KO (удары руками)          | UFC Fight Night: Mendes vs. Lamas      | 4 апреля 2015   | 1     | 3:45  | Фэрфакс, США               |                                                                          |
| Поражение | 11-1   | Бенеил Дариюш      | Единогласное решение       | UFC 179                                | 25 октября 2014 | 3     | 5:00  | Рио-де-Жанейро, Бразилия   |                                                                          |
| Победа    | 11-0   | Рамзи Ниджем       | TKO (удары руками)         | UFC 177                                | 30 августа 2014 | 2     | 1:53  | Сакраменто, США            | Бой вечера (1)                                                           |
| Победа    | 10-0   | Колтон Смит        | Сдача (удушение сзади)     | UFC Fight Night: Swanson vs. Stephens  | 28 июня 2014    | 1     | 0:38  | Сан-Антонио, США           | Выступление вечера (1)                                                   |
| Победа    | 9-0    | Жоржи Патину       | Единогласное решение       | Legacy FC 25                           | 15 ноября 2013  | 5     | 5:00  | Хьюстон, США               | Выиграл титул чемпиона Legacy FC в лёгком весе.                          |
| Победа    | 8-0    | Крис Фист          | Единогласное решение       | Legacy FC 24                           | 11 октября 2013 | 3     | 5:00  | Даллас, США                |                                                                          |
| Победа    | 7-0    | Карлу Пратер       | Единогласное решение       | Legacy FC 20                           | 31 мая 2013     | 3     | 5:00  | Корпус-Кристи, США         |                                                                          |
| Победа    | 6-0    | Дэнни Салинас      | Сдача (удушение сзади)     | STFC 24: Bad Blood                     | 22 февраля 2013 | 2     | 1:41  | Мак-Аллен, США             | Выиграл титул чемпиона STFC в лёгком весе.                               |
| Победа    | 5-0    | Хорхе Кортес       | Сдача (кимура)             | STFC 23: Ferreira vs. Cortez           | 7 декабря 2012  | 1     | 0:43  | Мак-Аллен, США             | Бой в полусреднем весе.                                                  |
| Победа    | 4-0    | Травонн Хоббс      | Сдача (треугольник руками) | UWF: Tournament of Warriors Finale     | 30 июня 2012    | 2     | 1:57  | Корпус-Кристи, США         | Дебют в лёгком весе.                                                     |
| Победа    | 3-0    | Эктор Муньос       | Сдача (рычаг локтя)        | UWF: Tournament of Warriors Round 1    | 4 мая 2012      | 1     | 3:38  | Корпус-Кристи, США         | Дебют в полусреднем весе.                                                |
| Победа    | 2-0    | Клинт Робертс      | Сдача (удушение сзади)     | UWF 1: Huerta vs. War Machine          | 26 ноября 2011  | 2     | 0:39  | Фарр, США                  |                                                                          |
| Победа    | 1-0    | Джозеф Дейли       | Раздельное решение         | STFC 15                                | 15 апреля 2011  | 3     | 3:00  | Мак-Аллен, США             | Дебют в среднем весе.                                                    |